# ウォークスルー (レビュー)
ウォークスルー（英: walkthrough、英: walk-through）は、ソフトウェア開発、システム開発におけるピアレビューの技法の1つ。レビューを希望する成果物の作成者が、必要な数のレビューアを招集し、成果物の内容を説明する形式となる。
元来は、プログラムの机上チェックのことを意味していたが、仕様書や設計書といったドキュメントに対するチェックといったように拡張された意味でも用いられるようになった。ピアレビューの同義語として使われることもある。
問題点の指摘だけでなく、成果物の作成者のスキル向上を目的とした教育的側面や、代替案の検討、開発メンバー間での認識の共有を目的としても開催される。インスペクションといった他のピアレビューよりもカジュアルな（形式ばらない）レビュー技法である。
指摘事項やアドバイスを取り入れるかどうかは、作成者とレビューアの話し合いで決定する。
ウォークスルーとは、もともと演劇での立ち稽古やリハーサルを意味する言葉であり、それゆえレビュー時間が長くなりがちのものである。